# Listă de formații dark metal
Aceasta este o listă de formații dark metal notabile.

## A
- Aeternus[1][2]
- Agalloch[3]
- Agathodaimon[4][5]
- Alastis[6]
- Alice in Chains[7]
- Anathema[8]
- Anthrax[9]

## B
- Bethlehem[10]
- Black Label Society[11]
- Black Sabbath[12]
- Blood Divine[13]

## C
- Cathedral[8]
- Celtic Frost[8]

## D
- Danzig[9]
- Dark Age[14]
- Dark Tranquility[15]
- Darkthrone[16]
- Deathstars[17]
- Decoryah[18]
- Deicide[19]

## E
- Eisregen[20]
- Evergrey[21]

## F
- Freax[22]

## G
- Gorgoroth[23]
- Gothminister

## H
- Hellhammer[24]

## I
- Iron Maiden[25]

## J
- Judas Priest[25][26]

## K
- Korn[27][28]

- Katatonia[29]

## L
- Lacuna Coil[30]
- Lake of Tears[31]
- Lillian Axe[32]
- Living Sacrifice[33]

## M
- Megadeth[9]
- Moonspell[34]
- My Dying Bride[8]

## N
- Nemhain[35]
- Nevermore[36]

## O
- Orphaned Land[37]

## P
- Psychotic Waltz[38]

## R
- Rotting Christ[39]

## S
- Scarve[40]
- Sculptured[3]
- Sepultura[41]
- Silentium[42]
- Slayer[9]
- Solution 13[43]

## T
- The Gathering[44]
- The Old Dead Tree[45]
- Therion[46]
- Tiamat[44]
- Tool[47]

## U
- URN[48]

## Y
- Yearning[49]